# Lev Kuznecov
Lev Fëdorovič Kuznecov (in russo Лев Федорович Кузнецов?; Mosca, 1º giugno 1930 – Mosca, 16 marzo 2015) è stato uno schermidore sovietico, vincitore di due medaglie di bronzo nella scherma ai giochi olimpici.